# Unisens
Unisens ist ein universelles Datenformat für Multisensordaten und deren Annotationen über einer gemeinsamen Zeitachse. Es wurde für den Umgang mit Biosignalen spezifiziert, ist aber nicht darauf beschränkt.
Unisens wurde von 2007 vom FZI Forschungszentrum Informatik und dem Karlsruher Institut für Technologie spezifiziert und 2008 erstmals veröffentlicht.

## Aufbau
Ein Unisens-Datensatz besteht aus einer übergeordneten Metadatei im XML-Format (unisens.xml) und beliebig vielen Datendateien. Aus der Metadatei wird über einen Primärschlüssel auf die Datendateien verlinkt. Die Metadatei enthält alle Metainformationen der einzelnen Datendateien. Die Datendateien bestehen nur aus den eigentlichen (Mess)daten. Als Dateiformate sind CSV, XML und Binärdaten spezifiziert.

## Vergleich mit anderen Datenformaten
Im Bereich der Biosignalverarbeitung sind die Datenformate EDF+ und WFDB (auch MIT-Format genannt) sehr verbreitet. Durch die Organisation in mehreren Dateien ist der Zugriff auf Unisens-Datensätze auch ohne Bibliothek sehr einfach möglich, da Datendateien ohne aufwändiges Parsen eingelesen werden können. Dasselbe gilt auch für WFDB-Dateien, nicht aber für EDF+. Im Gegensatz zu WFDB können Unisens-Einträge eines Datensatzes unterschiedliche Abtastraten haben. Das Hinzufügen von Annotationen ist im Unisens-Format einfacher und flexibler als bei EDF+.